# Trinidad (Costa Rica)
Trinidad è un distretto della Costa Rica facente parte del cantone di Moravia, nella provincia di San José.